# Добрени (Њамц)
Добрени (рум. Dobreni) насеље је у Румунији у округу Њамц. Oпштина се налази на надморској висини од 127 m.

## Становништво
Према подацима из 2002. године у насељу је живело 1297 становника, од којих су сви румунске националности.